# Prunus speciosa
Prunus speciosa is een plant uit de rozenfamilie. De soort is inheems op het eiland Izu Ōshima en het schiereiland Izu op Honshū ten zuiden van de Japanse hoofdstad Tokio.

## Naamgeving
De wetenschappelijke naam van het taxon werd in 1911 als Prunus jamasakura var. speciosa gepubliceerd door Gen-ichi Koidzumi. In 1915 waardeerde Takenoshin Nakai de status op tot die van soort. De soortaanduiding speciosa is een Latijns bijvoeglijk naamwoord, en betekent 'welgevormd' of 'mooi'.

## Kenmerken
Prunus speciosa is een bladverliezende boom van 4 tot 12 meter hoog. De boom groeit met een breed spreidende kroonvorm. De bladeren zijn 5–10 cm lang en 3–6 cm breed, met een dubbel getande rand en een toegespitste top.
De bloemen zijn 2,5–4 cm in diameter, met vijf witte kroonbladen, gouden meeldraden en bruine kelkblaadjes. Ze groeien in de lente in clusters aan de takken en zijn tweeslachtig. De steenvrucht is een kleine zwarte kers met een doorsnee van ongeveer 1 cm.
Op het eiland Izu Ōshima staat een 800 jaar oude boom met een omtrek van 8 m. Hij is aangewezen als nationaal erfgoed.

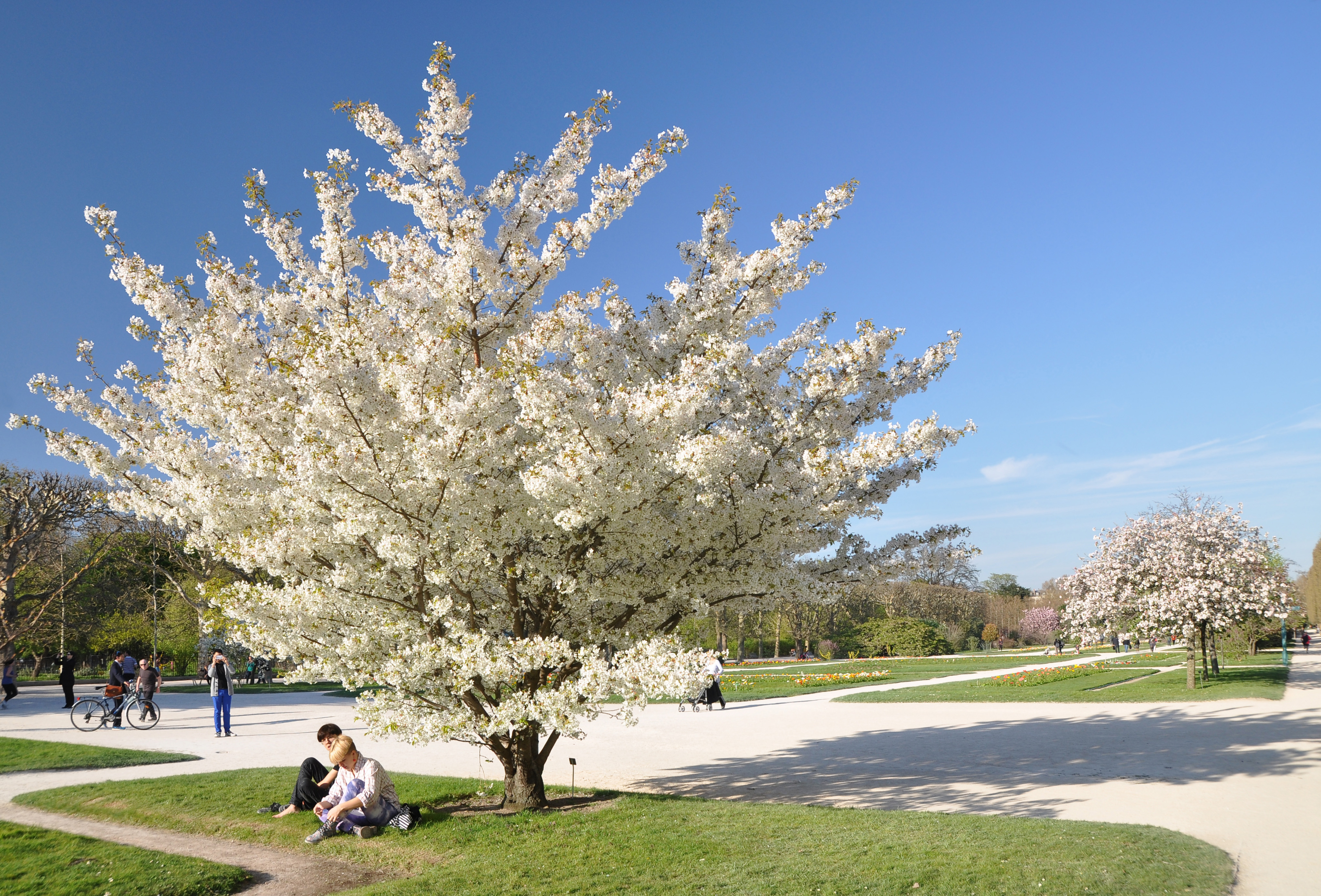
Plant in de Jardin des Plantesin Parijs
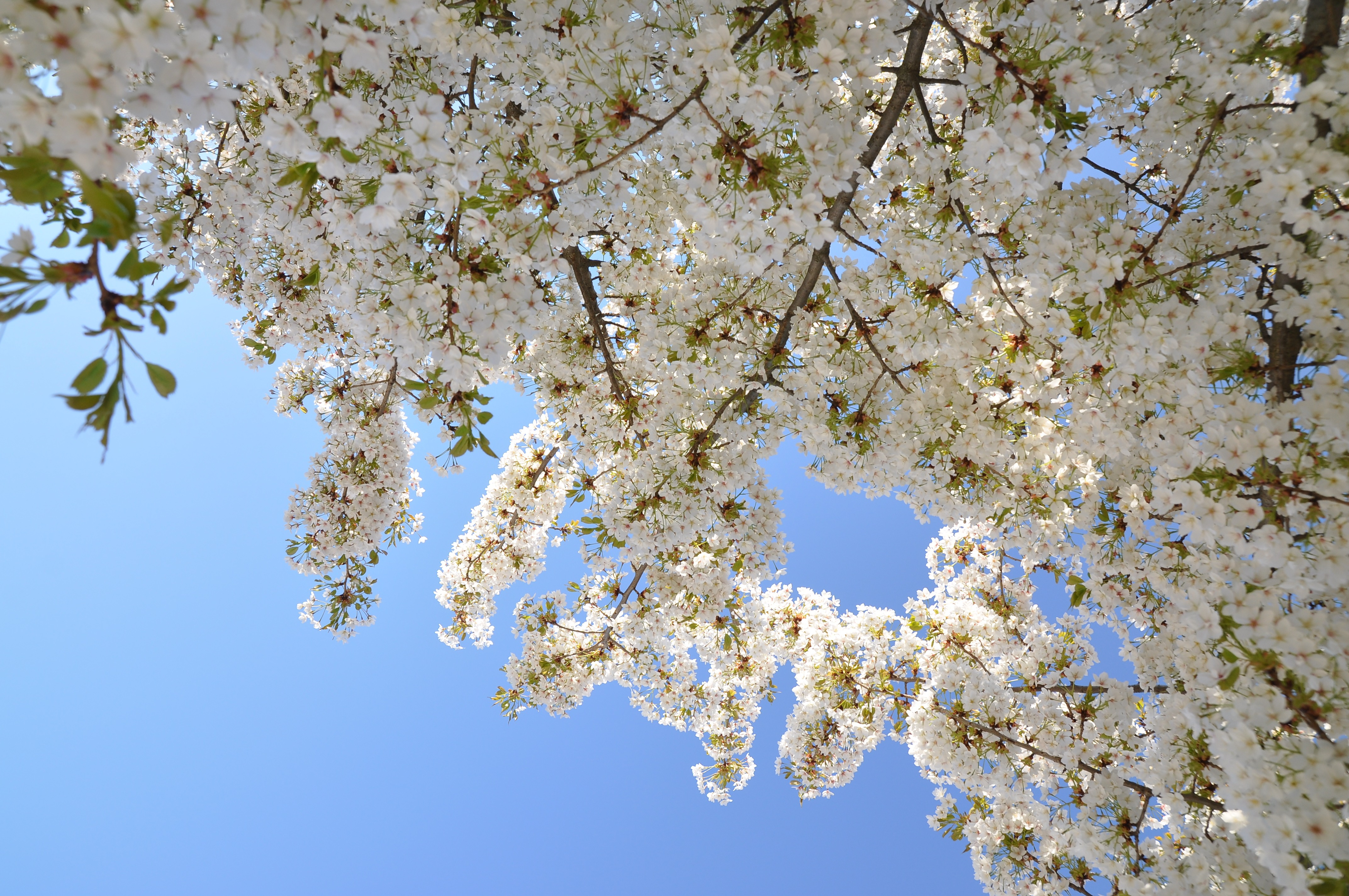
Bloesem
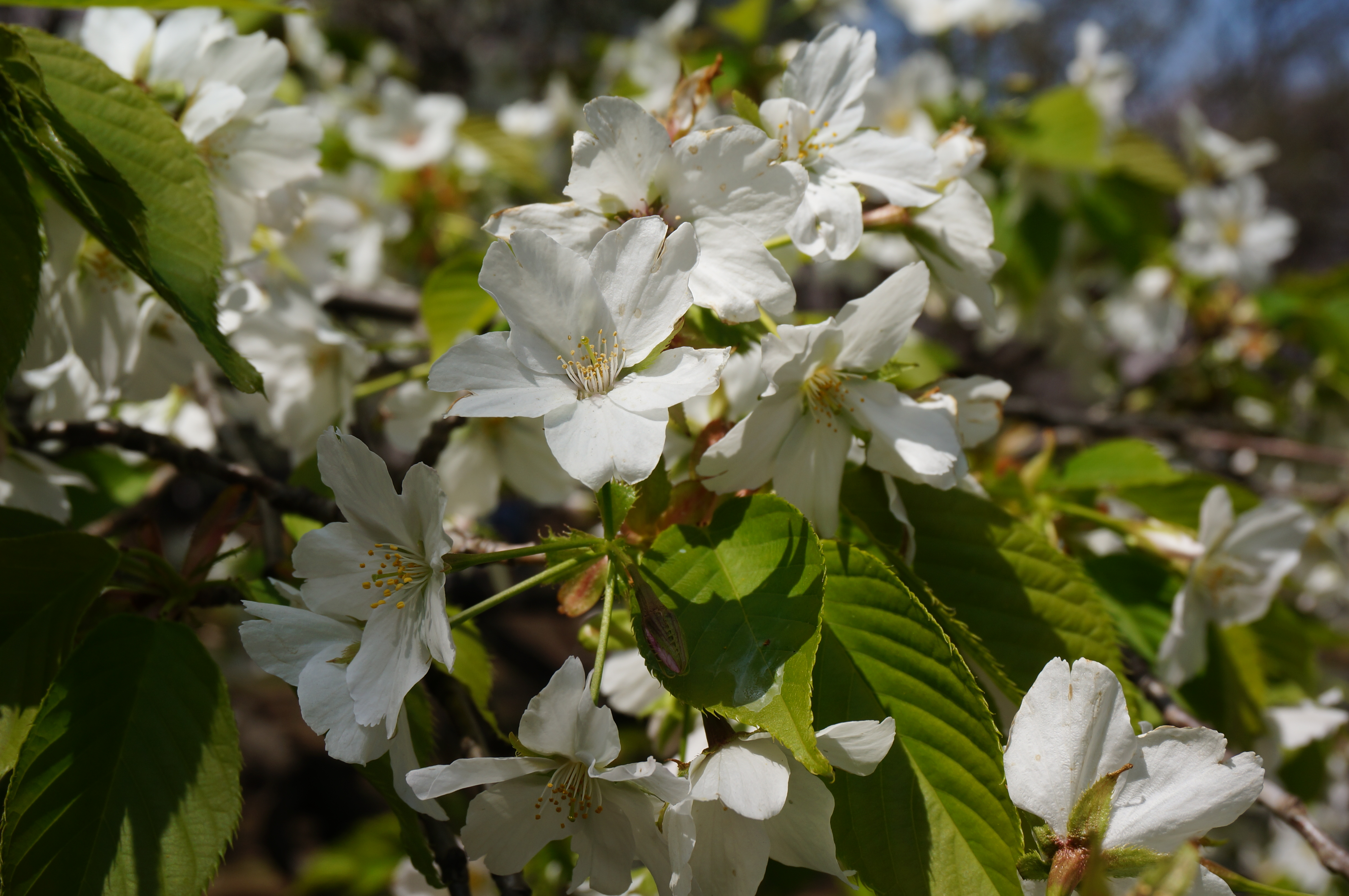
Plant in de Shinjuku Gyoen

## Teelt

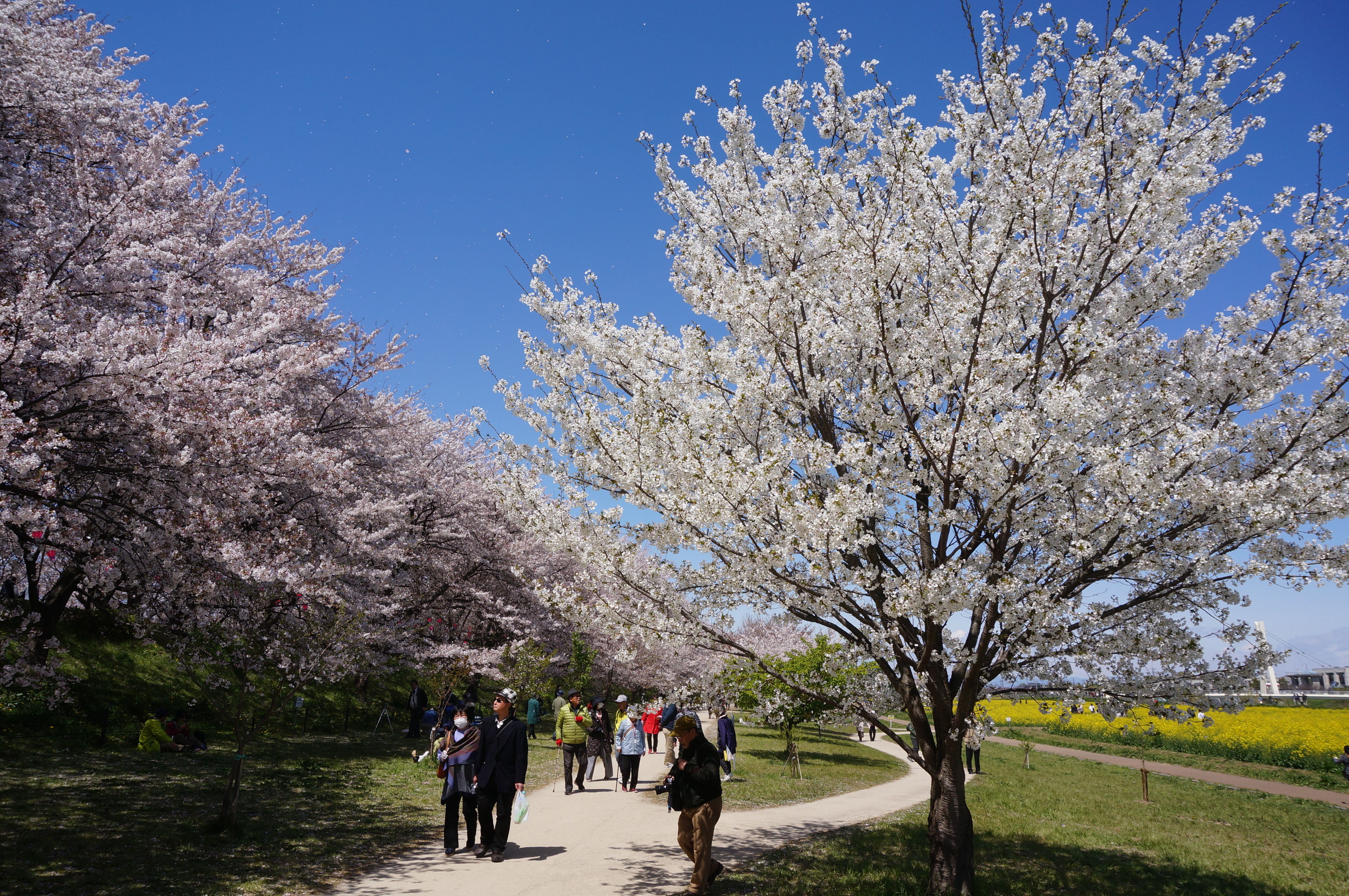
Prunus speciosa is de vaderlijke ouder van de populaire Prunus ×yedoensis. Prunus ×yedoensis (links) en Prunus speciosa (rechts)

Prunus speciosa wordt veel gekweekt als sierboom. Vanwege zijn grote, opvallende bloemen wordt hij in veel tuinen en parken aangeplant. De soort geeft de voorkeur aan een zonnige standplaats met een vochtige maar goed doorlatende bodem.
Er zijn diverse cultivars geselecteerd. Er zijn daarnaast veel kruisingen gemaakt met Prunus speciosa als een van de ouders. Het is ook een ouder van veel van de sakura-cultivars. Prunus speciosa is de stuifmeeldonor van de populairste sakura, Prunus ×yedoensis (Prunus itosakura Siebold × P. speciosa).
Veel cultivars van Prunus speciosa hebben een groot aantal bloembladen per bloem. De reden hiervoor is dat ze de neiging hebben om te muteren naar dubbele of gevulde bloemen. Vaak hebben ze ook een sterke geur. Hiermee zijn ze favoriet bij veel liefhebbers en tijdens de Hanami matsuri (kersenbloesem-feestdag in Japan). 
Prunus speciosa kwam oorspronkelijk van het eiland Ōshima in de Izu archipel, maar toen de bevolking van de zuidelijke regio Kanto tijdens de middeleeuwse Kamakuraperiode toenam, werd ze naar Honshu gebracht. Daar begon het kweken van de soort, en vervolgens werd ze naar de hoofdstad Kioto gebracht. In de Edoperiode werden verschillende cultivars van de soort gekweekt.

## Steenvrucht
De vrucht en bloesemblaadjes van de sierkers zijn eetbaar. De gedroogde bloemen worden gebruikt om thee te zetten. De bladeren, sakurablad en kersenblad, worden gebruikt in de Japanse keuken en in de natuurgeneeskunde om bijvoorbeeld sakuramochi (kleefrijstcake) te maken.

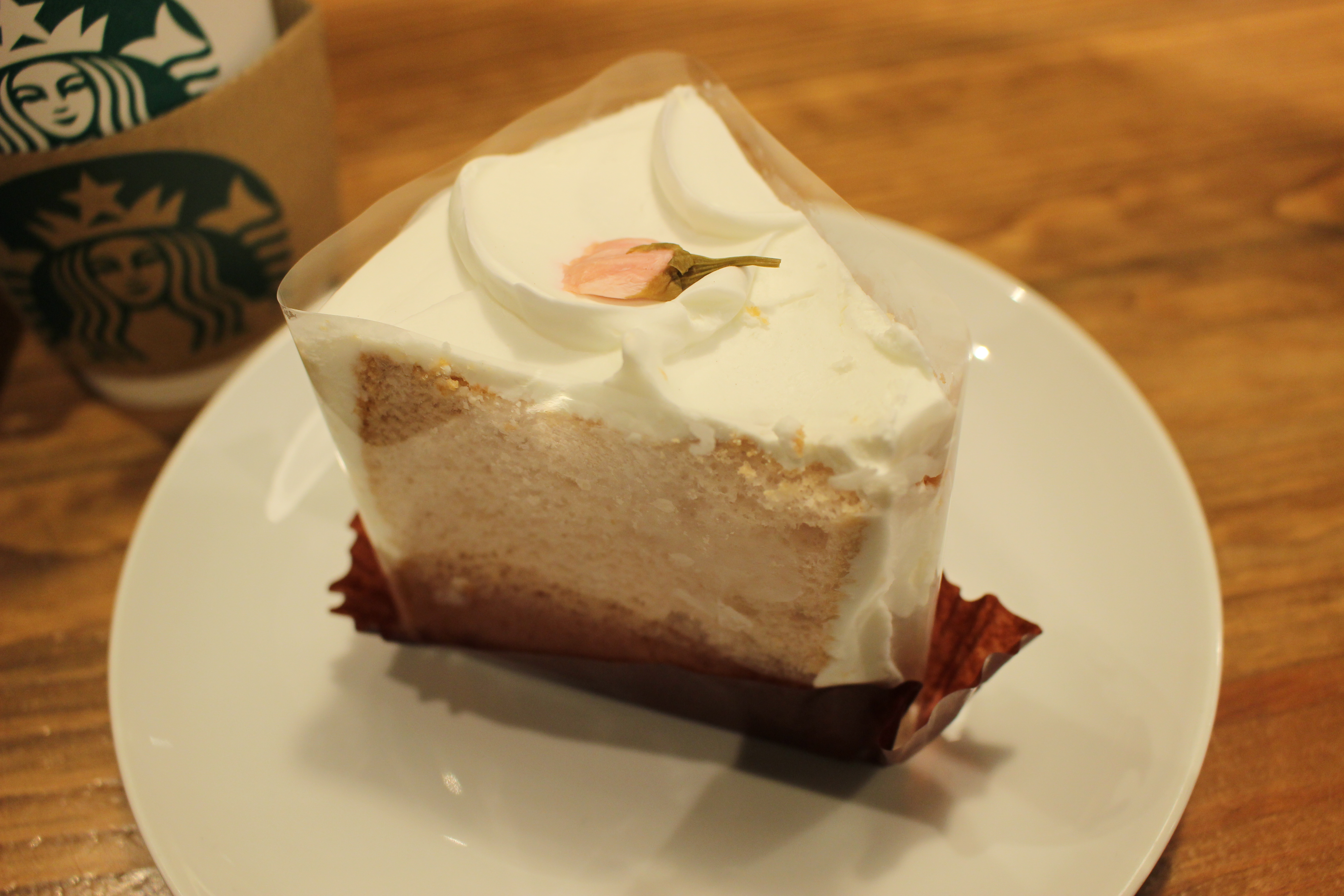
Kersenbloesem-taart met bloesemsmaak van de Starbucks, Japan
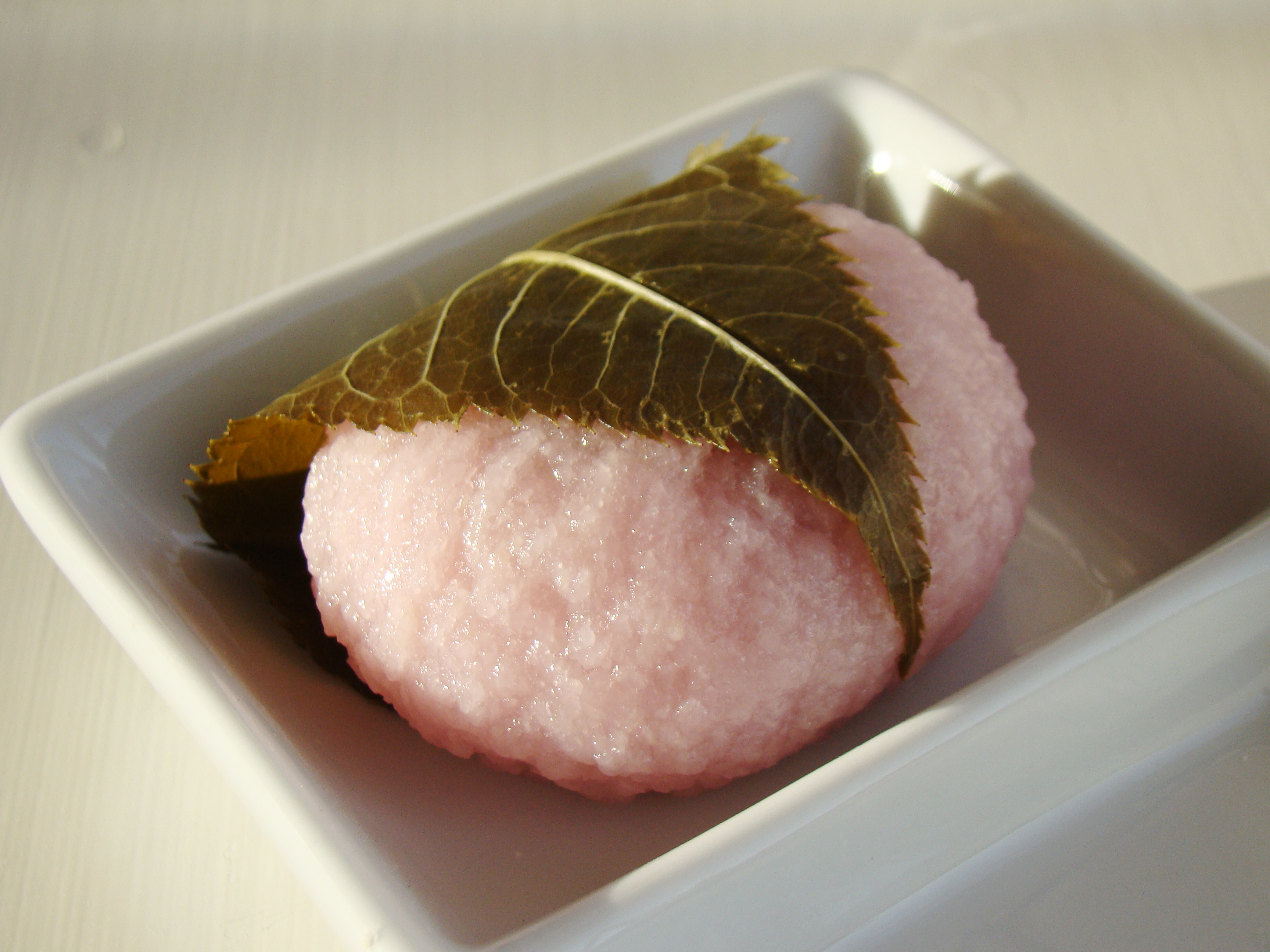
Sakuramochi, variant van de mochi (kleefrijstcakeje), die bekleed wordt met een kersenbloesem-blad.
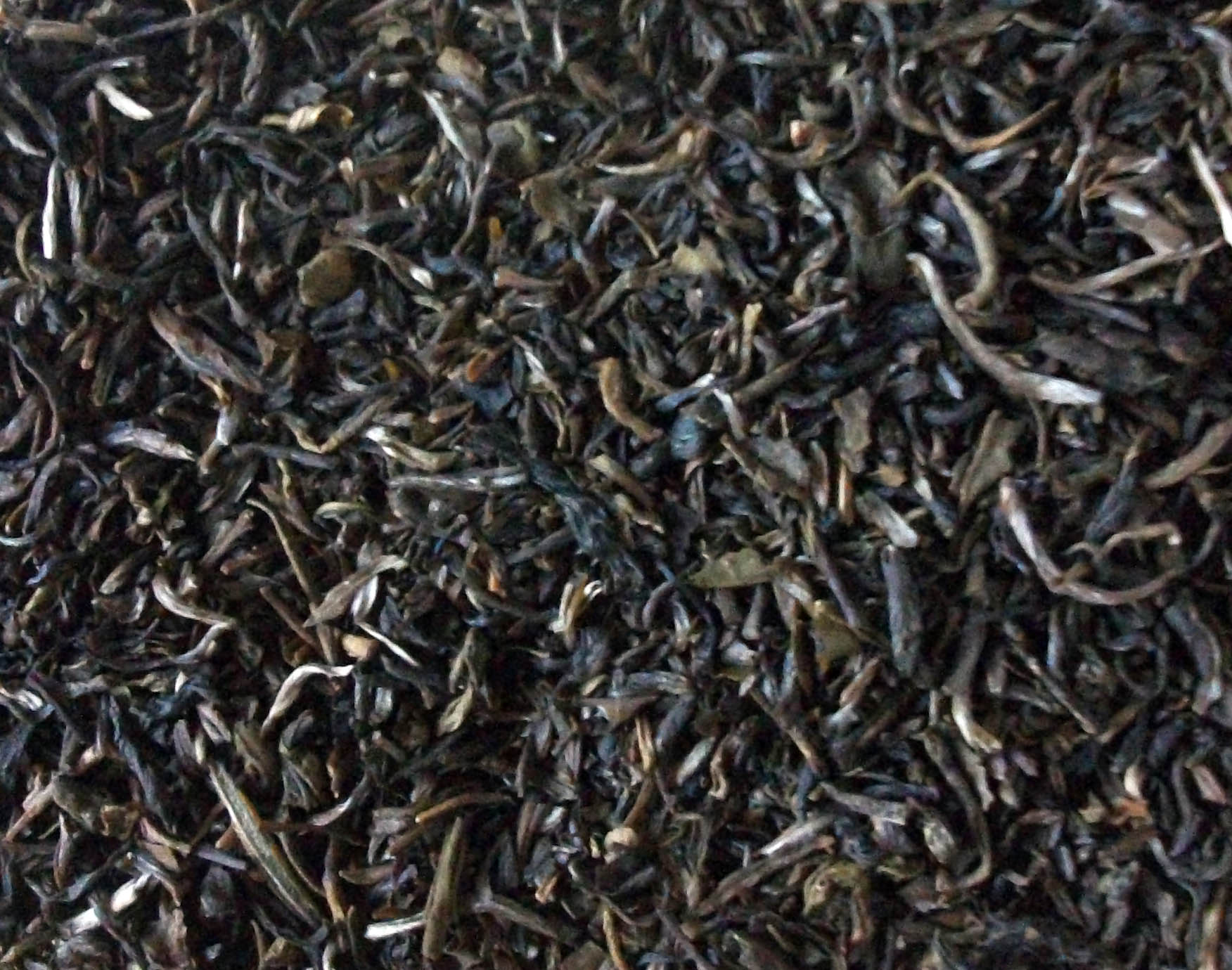
Kersenbloesem-thee